# Дубінін Ігор Миколайович

І. М. Дубінін (фото Ю. Щербініна)

Ігор Миколайович Дубінін (11 грудня 1917, Катеринослав — 20 грудня 1980, Харків) — український радянський музикознавець, педагог. Спеціалізувався на гармонії та методиці її викладання. Автор вузівських підручників з цієї дисципліни. Впроваджував в Україні методику, початок якої покладено П. І. Чайковським.

## Біографічні відомості
Музичне навчання почав як піаніст, вчився у професора Л.Фаненштіля.
В 1945 закінчив теоретико-композиторський факультет Харківської консерваторії по класу М. Д. Тіца.
В 1945—1948 та 1957—1980 викладав у Харківській консерваторії — Інституті мистецтв ім. І. П. Котляревського (на посаді доцента кафедри теорії музики).
В 1945—1980 викладач спеціальної музичної школи при Консерваторі (ХССМШ-i).
Серед учнів: Л. Колодуб, М. Черкашина, Михайло Імханицький, А. Конотоп, Г. Ганзбург, Л. Десятников, О. Гугель

## Основні праці
- Дубінін І. М. Гармонія. — Київ: Музична Україна, 1968. — 134 с.
- Дубінін І. М. Гармонія. У 2 ч. — Київ: Музична Україна, 1981, 1982.